# Las huellas de la vida
Las huellas de la vida (título original en inglés Remarkable Creatures) es una novela histórica escrita en 2009 por Tracy Chevalier. Salió a la venta en España el 26 de marzo de 2010.

## Argumento
El libro narra la amistad entre Mary Anning y Elizabeth Philpot, dos coleccionistas de fósiles inglesas del siglo XIX. Aunque las dos provenían de mundos distintos, compartían una afición en común: la búsqueda de fósiles en las playas de Lyme Regis, actividad no muy bien vista para dos señoritas de la época. 
Fueron dos personas relevantes y pioneras en el campo de los fósiles y la paleontología. Sus descubrimientos permitieron a la gente darse cuenta de que existieron animales en la Tierra muchos millones de años atrás, y que por tanto la versión de la creación de la Biblia no debe tomarse literalmente.

## Película
Al igual que ocurrió con La joven de la perla, también se está preparando una versión cinematográfica de esta novela. Los derechos cinematográficos los ha obtenido la empresa Galvanized Filmgroup con el objetivo de realizar una producción australobritánica siguiendo un guion de Jan Sardi.